# Stylopauropoides saxicola
Stylopauropoides saxicola – gatunek skąponoga z rzędu Tetramerocerata i rodziny Pauropodidae.
Gatunek ten opisany został w 2011 roku przez Ulfa Schellera na podstawie 3 okazów znalezionych w Mundaring Shire.
Skąponóg o ciele długości niecałego 1 mm. Wierzch głowy ze szczecinkami rowkowanymi, średniej długości; spośród nich tylko a3 z drugiego rzędu są prawie walcowate. Czwarty człon czułków z 4 tępymi, rowkowanymi szczecinkami. Collum z rozwidlonymi szczecinkami, przy czym ich gałązki pierwotne są liściokształtne, a wtórne cylindryczne i szczątkowe. Poszczególne tergity tułowia mają układy szczecinek kolejno I: 4+4, II–IV: 6+6, V: 4+4, VI: 4+2. Szczecinki st na tylnej krawędzi tergum pygidialnego spiczasto zwężone. Płytka analna dwukrotnie dłuższa niż szeroka, opatrzona dwoma ramionami, które rozdziela zaokrąglenie V-kształtne wcięcie. Ze sternalnej strony każdego ramienia odchodzi połowę krótszy, cylindryczny, delikatnie rowkowany wyrostek. Części proksymalne papillów genitalnych walcowate, a dystalne stożkowate.
Wij znany wyłącznie z Australii Zachodniej.